# История с куче без куче
„История с куче без куче“ е български телевизионен филм (детски, психологическа драма) от 1985 година на режисьора Магда Каменова, по сценарий на Олга Кръстева. Оператор е Димитър Николов. Музиката във филма е композирана от Георги Генков. Художник на постановката е Любомир Попов..

## Актьорски състав
| В главните роли | Изпълнител         |
| --------------- | ------------------ |
| Соня            | Яница Стаматова    |
| сценаристката   | Мария Стефанова    |
| актьорът        | Коста Цонев        |
| дядото на Соня  | Асен Миланов       |
|                 | Петър Слабаков     |
| майката         | Мариана Димитрова  |
| бащата          | Георги Г. Георгиев |
|                 | Мария Статулова    |
|                 | Пламен Сираков     |
|                 | Лили Енева         |
|                 | Стефан Илиев       |
| режисьорът      | Иван Павлов        |
|                 | Пепа Николова      |
|                 | Владимир Бонев     |
|                 | Соня Славчева      |
|                 | Невена Ханджиева   |
| и децата:       |                    |
|                 | Невенка Михайлова  |
|                 | Илиян Илиев        |
|                 | Сашко Бойков       |
| Роро            | ...и кучето Бари   |

## Награди
- Наградата на международното жури на Интервизия на ХХIV Международен Телевизионен Фестивал „Златна ракла“, 1986.